# Коронелли, Антонио
Антонио Коронелли (1752 — 28 октября 1834) — действительный статский советник, родоначальник русской ветви фамилии Коронелли.

## Происхождение
Родился на острове Наксос. Происходит из известного дворянского испанского рода Коронель из Сеговии. Примат (в данном случае, первый сын правителей, поскольку его брат был казнен турками, как и отец) острова Наксос, Османская империя. Один представитель рода был наместником Иосифа Наси на Наксосе.

## Биография
Во время русско-турецкой войны 1769—1774 годов, когда русский флот вошел в Средиземное море, Антонио Коронелли поступил на русскую службу. Вместе с Антонио Коронелли на русскую службу поступили его родные братья: Рижес, Константин, Спиридон и Иосиф, последний умер в звании майора Московского гренадерского полка, участник Бородинской битвы 1812 года. С 1770 года в подчинении у А. Н. Псаро, с 1772 года служил при генерале И. А. Ганнибале.
В 1774 году был прикреплен к Константинопольской миссии в свите М. И. Кутузова. С 1784 года — консул на о. Хиос.
Участник русско-шведской войны 1788—1790 годов. Командовал правым крылом авангарда в Первом Роченсальмском сражении.
В 1805 году занимался переселением генуэзских моряков в Одессу. 29 января 1809 года, во время русско-турецкой войны 1806—1812 годов, был назначен для гражданского управления на территориях на правом берегу Дуная.
В 1810—1812 годах спас тысячи людей, занимаясь переселением болгар и сербов на левый берег Дуная под руководством М. И. Кутузова, за что был награждён орденом Святой Анны II степени.
С 14 ноября 1818 года — генеральный консул в Далмации. С 16 января 1825 года — генеральный консул в Иллирийском королевстве.
Скончался 28 октября 1834 года, занимая должность генерального консула в Триесте.

## Награды
- 1789 год — орден Святого Владимира IV степени с бантом
- 1810 год — орден Святой Анны 2-й степени

## Увековечение памяти
В селе Береговое (Феодосийский городской совет), расположенный на землях, подаренных Екатериной II Антонио Коронелли, появилась улица Коронелли, названная в честь его основателя. До середины XX века, село носило название Коронель или Коронелевка.
- Евгений Иванов, Джулия Коронелли. «Книга Коронелло» Москва — Израиль, главный редактор Евгений Минин. Исторические исследования. Мемуары. Издательство: Evgarm, 2011. ISBN 978-5-9902896-1-1. 251 с.